# Sandra Schmittová
Sandra Schmittová (nepřechýleně Schmitt; 26. dubna 1981 Mörfelden-Walldorf – 11. listopadu 2000 Kitzsteinhorn, Kaprun) byla německá akrobatická lyžařka. Specializovala se na jízdu v boulích a paralelní jízdu v boulích. Jejím největším úspěchem bylo získání titulu mistryně světa v paralelní jízdě v boulích v roce 1999.

## Život

### Kariéra
Od ledna 1997 se účastnila Evropského poháru a hned ve své první soutěži se prosadila vítězstvím. Ve Světovém poháru v akrobatickém lyžování debutovala 5. prosince 1997 v Tignes – s 10. místem v jízdě v boulích získala také své první body do Světového poháru. Díky dalším třem umístěním v první desítce se kvalifikovala na zimní olympijské hry 1998 v Naganu, kde obsadila 9. místo. Dne 16. ledna 1999 dosáhla ve Steamboat Springs svého prvního vítězství ve Světovém poháru.
Na mistrovství světa 1999 v Haslibergu získala zlatou medaili v paralelní jízdě v boulích. Ve finálové jízdě porazila Norku Kari Traaovou. V průběhu sezóny 1999/2000 ve Světovém poháru čtyřikrát zvítězila a navíc získala další tři pódiová umístění. Obsadila 3. místo v hodnocení jízdy v boulích i paralelní jízdy v boulích a 5. místo v celkovém hodnocení Světového poháru.

### Smrt
Dne 11. listopadu 2000 zahynula spolu se svými rodiči při požáru lanovky v rakouském Kaprunu a výcvikovou skupinou německého lyžařského svazu. Incident, která si vyžádal celkem 155 obětí, se stal největší tragédií v dějinách Rakouska.

## Úspěchy

### Olympijské hry
- Nagano 1998: 9. jízda v boulích

### Mistrovství světa
- Hasliberg 1999: 1. paralelní jízda v boulích, 5. jízda v boulích

### Světové poháry
- Sezóna 1998/99: 5. paralelní jízda v boulích
- Sezóna 1999/2000: 5. celkové umístění ve Světovém poháru, 3. jízda v boulích, 3. paralelní jízda v boulích
- 10 pódiových umístění, z toho 5 vítězství:

| Datum           | Místo             | Země     | Disciplína                |
| --------------- | ----------------- | -------- | ------------------------- |
| 16. ledna 1999  | Steamboat Springs | USA      | paralelní jízda v boulích |
| 8. ledna 2000   | Deer Valley       | USA      | jízda v boulích           |
| 29. ledna 2000  | Madarao           | Japonsko | paralelní jízda v boulích |
| 30. ledna 2000  | Madarao           | Japonsko | jízda v boulích           |
| 15. března 2000 | Livigno           | Itálie   | jízda v boulích           |

### Další úspěchy
- 4 pódiová umístění v Evropském poháru